# Татары на Украине
Татары — одно из многих этнических меньшинств в Украине. На Украине татарская национальная идентификация используется преимущественно для поволжских и сибирских татар.
На Украине количество татар оценивается более чем в 73 000 человек (перепись 2001). Татары на Украине жили с княжеских времен. Один из представителей хан Тугорхан жил на Трухановом острове до своего убийства в 1096 году.
Большинство украинских татар проживает в городе Донецк. Считается, что казанские татары и мишари живут в этих краях с XIII века.

## История
В конце XIX — начале XX века большое количество татар переселилось на земли Западной Украины в условиях промышленного освоения земель бывшего Запорожья и Донбасса.
В 1920 году в составе Совета национальных меньшинств при Комиссариате народного просвещения в Харькове была создана татарская секция. Он приложил большие усилия для повышения уровня образования Украинской ССР, особенно донбасских татар: так, в начале 1928 года в Донецкой области было открыто 28 школ, 5 клубов, 2 библиотеки.

## Татары Киева
Киевские татары — территориальная группа татарского народа, проживающая в Киеве, столице Украины. Они являются частью украинских татар.
О существовании татар в Киеве известно с X века, например, в XI веке здесь была резиденция Тугорхана.
У киевских татар есть мечети, действующие возле Киево-татарского национального культурного центра.
До 19 века татары занимались торговлей в Киеве. Потомки этих татар до сих пор живут в Киеве. Также здесь селились татары, приехавшие учиться в Киевский университет, среди них, например, татарский писатель Галимджан Ибрагимов.
До Великой Отечественной войны в Киеве было две татарские школы.

## Распространение
Согласно переписи населения 2001 года.
| Место                    | Численность |
| ------------------------ | ----------- |
| Донецкая область         | 19161       |
| Крым                     | 11090       |
| Луганская область        | 8543        |
| Запорожская область      | 5177        |
| Херсонская область       | 5353        |
| Харьковская область      | 4198        |
| Днепропетровская область | 3835        |
| Одесская область         | 2640        |
| Севастополь              | 2512        |
| Киев                     | 2451        |